# Anton Török
Anton Török (* 30. Mai 1761 in Földvár, Siebenbürgen; † 6. April 1832 in Temeswar, Kaisertum Österreich) war Bischof des Bistums Csanád (1829–1832).

## Leben

### Studium
Anton Török wurde 1761 in Földvar geboren und begann nach der Mittelschule die theologische Laufbahn. Török studierte 1776–1779 Philosophie und 1779–1783 Theologie als Alumne der Csanáder Diözese im Ofener Zentralseminär. Er empfing 1784 durch Bischof Emmerich Christovich in der Temeswarer Domkirche das Sakrament der Priesterweihe.

### Priester
Von 1784 bis 1790 war er als Aulist in Temeswar und als Kaplan in verschiedenen Pfarreien des Csanáder Bistums tätig. 1790 wurde er Administrator in Ungarischpecska und war anschließend von 1790 bis 1805 Seelsorger in Neubeschenowa. Ab 1805 war er Domherr des Csanáder Bistums und Pfarrer der Festung Temeswar. Von 1809 bis 1828 war er Prodirektor des bischöflichen Gymnasiums in Temeswar, von 1827 bis 1829 Generalvikar und Dompropst der Diözese.

### Bischof
Am 13. Juni 1829 wurde er von König Franz I. zum Bischof der Csanáder Diözese ernannt und am 30. Juni 1830 in der Temeswarer Domkirche inthronisiert, wo er bis zu seinem Tode 1832 als Bischof tätig war. Die Bischofsweihe spendete ihm am 13. Juni 1830 der Bischof von Großwardein (Nagyvárad / Oradea Mare) František Lajčák. Am 10. April 1832 wurde er von Lektorkanonikus Maross in der Temeswarer Domkrypta beigesetzt. Ein wertvoller Messkelch und ein Grabstein an der Evangelienseite verewigen sein Andenken in der Domkirche.